# چا وو مین
کیم مین وو (کره‌ای: 김민우؛ زادهٔ ۲۴ اکتبر ۲۰۰۰) که به‌طور حرفه‌ای با نام چا وو مین (차우민) شناخته می‌شود، بازیگر اهل کره جنوبی است. او به خاطر ایفای نقش در شب فرا رسیده (۲۰۲۳) و گروه مطالعه (۲۰۲۵) شناخته می‌شود.

## اوایل زندگی
چا وو مین زادهٔ ۲۴ اکتبر ۲۰۰۰ در بوسان، کره جنوبی است. او در مؤسسه هنر سئول تحصیل کرده است.

## فیلم‌شناسی

### فیلم
| سال  | عنوان       | نقش | منابع |
| ---- | ----------- | --- | ----- |
| ۲۰۲۳ | شهروند شجاع |     | [ ۶ ] |

### مجموعه تلویزیونی
| سال  | عنوان              | نقش          | منابع  |
| ---- | ------------------ | ------------ | ------ |
| ۲۰۲۱ | The Tasty Florida  | سو هه وون    | [ ۷ ]  |
| ۲۰۲۲ | قهرمان ضعیف کلاس ۱ | کانگ وو یونگ | [ ۸ ]  |
| ۲۰۲۳ | شب فرا رسیده       | گو کیونگ جون | [ ۹ ]  |
| ۲۰۲۵ | گروه مطالعه        | پی هان وول   | [ ۱۰ ] |
| ۲۰۲۵ | فیلم ملو           | وو جونگ هو   | [ ۱۱ ] |
| ۲۰۲۵ | قلب‌های مدفون       | جی سون وو    | [ ۱۲ ] |